# Ralph Asher Alpher

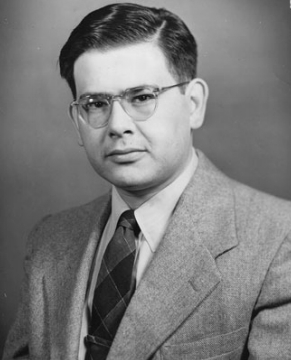
Chân dung Ralph Asher Alpher

Ralph Asher Alpher (3 tháng 2 năm 1921 - 12 tháng 8 năm 2007) là một nhà vũ trụ học người Mỹ, người đã thực hiện công việc tiên phong vào đầu những năm 1950 trên mô hình Big Bang, bao gồm quá trình tổng hợp hạt nhân lớn và dự đoán về lò vi sóng vũ trụ bức xạ nền.

## Tuổi thơ và giáo dục
Alpher là con trai của một người nhập cư Do Thái gốc Bêlarut, Samuel Alpher (sinh ra là Ilfirovich), đến từ Vitebsk, Belarus. Mẹ của anh, Rose Maleson, chết vì ung thư dạ dày vào năm 1938, và cha anh sau đó đã tái hôn. Alpher tốt nghiệp năm 15 tuổi tại trường trung học Theodore Roosevelt ở Washington, D.C., và giữ hàng ngũ Thiếu tá và Chỉ huy chương trình Cadet của trường.